# Aviație

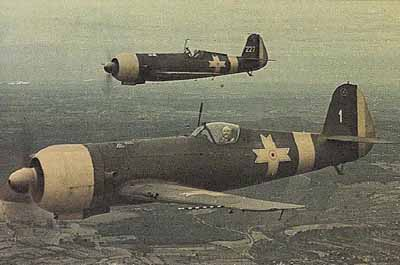
IAR 80

Aviația este ramura aeronauticii care se ocupă de construcția, funcționarea și utilizarea aeronavelor mai grele decât aerul. Tot prin „aviație” se înțelege totalitatea avioanelor și a personalului de care dispune o țară.
După scop și destinație, aviația se împarte în:
- Aviația civilă, cu ramurile:
  - Aviația de transport, care servește la transportul călătorilor și al mărfurilor.
  - Aviația sportivă, al cărei scop principal este recrutarea de tineri pentru a deveni piloți sau parașutiști. Tot în cadrul aviației sportive sunt organizate și activitățile de zbor cu motor sau fără (planorism) pentru piloții sportivi, precum și activitățile de parașutism și aeromodelism.
  - Aviația utilitară, care prestează diferite servicii de transport în domeniul sanitar (aviația sanitară) și turistic (aviația de agrement), respectiv prestează lucrări de tratamente chimice în agricultură și silvicultură (aviația agricolă).
- Aviația militară, care este o categorie de forțe armate, destinată ducerii acțiunilor de luptă în cooperare cu trupele de uscat, marina militară, și alte forțe militare precum și pentru misiuni independente. Aviația militară efectuează și activități de transport aerian (trupe, tehnică) în scopuri proprii.

## Istoric
Primul planor experimental a fost construit de Otto Lilienthal în 1890. Apariția motoarelor cu ardere internă a impulsionat construcția de avioane. Frații Wright au construit primul avion cu un astfel de motor, reușind primul zbor la 17 decembrie 1903. În conformitate cu Institutul Smithsonian și Federația Aeronautică Internațională (FAI), ei au realizat primul zbor controlat de la bord (pilotat) cu un aparat mai greu decât aerul, la Kill Devil Hills, la patru mile sud de Kitty Hawk, Carolina de Nord, pe 17 decembrie 1903. In acord cu propriile declarații, neprobate pe nici un fel de dovezi, Frații Wright au construit primul avion cu un astfel de motor (17 decembrie 1903).
Primul avion care a decolat cu mijloace proprii de bord a fost construit în Franța de inventatorul român Traian Vuia (18 martie 1906). 
În decembrie 1910, inginerul român Henri Coandă a efectuat primul zbor cu un avion cu reacție, pe care l-a construit în Franța.
Printre pionierii aviației se numără și francezul Louis Blériot (care în 1909 a traversat cu avionul Canalul Mânecii), brazilianul Alberto Santos-Dumont, francezul Henri Farman.
În România, primul avion a fost construit în 1910 de Aurel Vlaicu.
Între cele două războaie mondiale, se dezvoltă aviația de transport, pentru pasageri și pentru mărfuri.
În perioada celui de-al Doilea Război Mondial, s-a perfecționat construcția de avioane, realizându-se aparate de zbor cu viteze mari (500 – 750 km/h).
După cel de-al Doilea Război Mondial, tehnica aviației înregistrează un salt semnificativ în urma inzestrării avioanelor cu motoare cu reacție, fapt care a condus la realizarearea avioanelor supersonice moderne.
În ultimii ani au fost construite avioane rapide de pasageri, turboreactoare și turbopropulsoare.